# Jagged Rocks
Die Jagged Rocks (englisch, spanisch Rocas Denticuladas, jeweils übersetzbar mit Zerklüftete Felsen; in Chile Rocas Olivares) sind eine Gruppe aus teilweise vom Meer überspülten Rifffelsen vor dem nördlichen Ende der Antarktischen Halbinsel. Sie liegen nahe dem Zentrum der Hut Cove im östlichen Teil der Hope Bay.
Eine Mannschaft um Johan Gunnar Andersson kartierte sie 1903 im Zuge der Schwedischen Antarktisexpedition (1901–1903) unter der Leitung Otto Nordenskjölds. Der Falkland Islands Dependencies Survey nahm 1945 die deskriptive Benennung vor. Namensgeber der chilenischen Benennung ist Luis Olivares, ein Teilnehmer der 3. Chilenischen Antarktisexpedition (1948–1949).